# Crioturbação

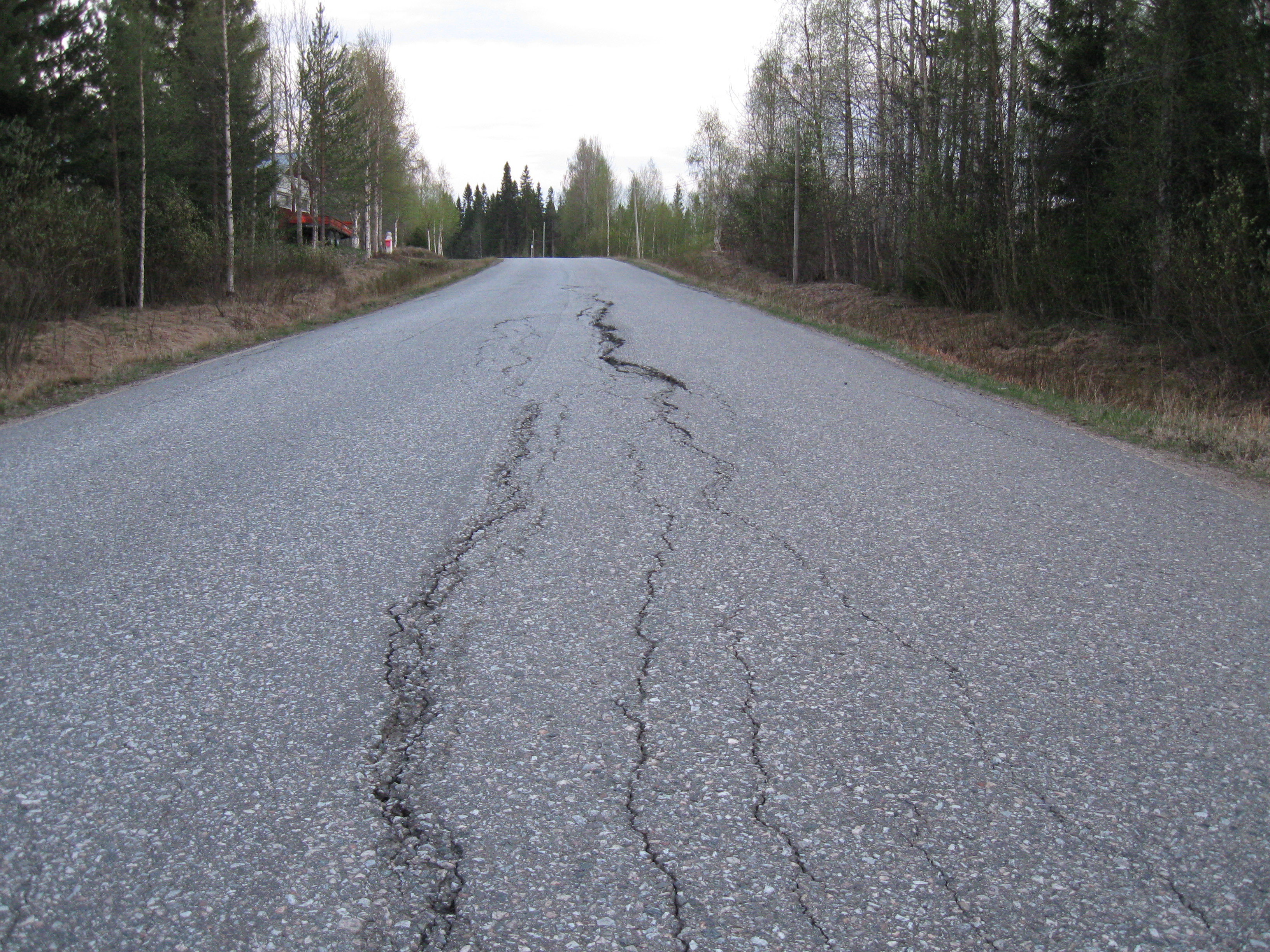
Asfalto danificado pela crioturbação, ou congelamento do lençol d'água.

Em solos de permafrost, a crioturbação se refere à mistura de materiais de vários horizontes do solo até a rocha matriz devido ao ciclo de congelamento e degelo.  
Permafrost, do inglês “Perma” de permanente e “Frost” de congelado. O termo usado regularmente em regiões como Alasca, Ártico, Norte do Canadá (ou Canadá) e a Sibéria.
Sua temperatura é de 32 °F (O que seria 0 graus Celsius). 
A crioturbação ocorre em vários graus na maioria dos gelissolos. A causa da crioturbação reside na maneira em que o ciclo de congelamento e degelo durante o outono provoca a formação de cunhas de gelo nas partes mais frágeis da rocha matriz. Se a rocha matriz for rígida, a crioturbação pode causar uma erosão muito profunda no decorrer dos anos. Na medida em que o processo continua, durante o verão quando uma estrato ativo se forma no solo este material erodido pode facilmente se mover tanto para as camadas abaixo da superfície como emergir acima da camada de permafrost.
Na medida em que este processo ocorre, o material do topo do solo se resseca gradualmente (pois a umidade da camada superficial aquecida  migra para a camada mais fria do topo do permafrost) de maneira que uma estrutura granulada se forma com características muito distintas (tais como as lentes de gelo). A separação do cascalho dos grãos mais finos produz um solo poligonal peculiar, com diferentes tipos de solo.
A extensão da crioturbação em gelissolos varia consideravelmente: este processo é muito mais comum em locais expostos do que nos mais fechados, como os vales.